# Wacholderheiden im Jossatal
Wacholderheiden im Jossatal este o arie protejată (arie specială de conservare — SAC, sit de importanță comunitară — SCI) din Germania întinsă pe o suprafață de 15,32 ha, integral pe uscat.

## Localizare
Centrul sitului Wacholderheiden im Jossatal este situat la coordonatele 50°14′38″N 9°29′55″E / 50.2439°N 9.4986°E.

## Înființare
Situl Wacholderheiden im Jossatal a fost declarat sit de importanță comunitară în noiembrie 2004 pentru a proteja un număr necunoscut de specii din flora spontană și fauna sălbatică aflate în arealul zonei. Situl a fost protejat și ca arie specială de conservare în martie 2008.

## Biodiversitate
Situată în ecoregiunea continentală, aria protejată conține 1 habitat natural: Formațiuni de Juniperus communis pe lande sau pajiști calcaroase.
La baza desemnării sitului se află un număr nedeclarat de specii protejate.
Pe lângă speciile protejate, pe teritoriul sitului au mai fost identificate 1 specie de plante.